# 國民革命軍第七十二軍
国民革命军第七十二军，曾3次组建。

## 沿革

### 中央军第一次组建
1932年1月，国民政府警卫军第2师该称第88师。1937年7月以第十三军第88师为基础扩编组建第72军，仅辖第88师。孙元良任军长兼师长。参加了淞沪会战和南京保卫战后，该军番号被取消。

### 刘湘川军第二次组建
1938年4月川军刘湘部组建了第72军。
1946年5月改称整编第72师。参加围攻中原军区部队、围剿鄂东独立第二旅。1947年初调河南，在民权县的野鸡岗、柳河等地与成功解救被晋冀鲁豫野战军包围的整编第85师。随后参加对山东解放区的重点进攻，经济宁、东平、宁阳、肥城，1947年3月30日攻占泰安。整72师部署：
- 第34旅主力（欠第3营）守备城区，以一部配置在东、南、北关外各要点及泰山南麓、韩家岭、摩天岭、玉皇顶各要点；旅部率第102团大部守西门，102团团部带特务连驻西关博济医院，二营在四关北部;101团在西关东西大街以南，其中二营扼守蒿里山。
- 新编第13旅（欠第37团）守备城西关基督教堂以北、育英中学以南及清真寺以西娘娘庙、泰安车站、蒿里山、云山庄至铁路以东霍家窑之线各要点；守城内及东南门
- 师部在城内。

1947年4月22日至26日上午在泰安遭华东野战军第十纵队（辖第28、第29师）、第三纵队第八师和华野榴弹炮团3个炮兵连的围攻，华野一纵、三纵负责准备对大汶口的整编第75师、整编第85师的出援。师部、师直属部队和整编第34旅、新编第13旅被歼，俘中将师长杨文瑔、副师长祝顺鲲、新编第13旅少将旅长杨本固、少将副旅长宋竹青、少将参谋长韩明、第34旅少将旅长李则尧、少将参谋长刘新甫等以下1.14万人，缴获105毫米榴弹炮4门、战防炮5门、迫击炮28门、机枪530余挺、长短枪5600多支、掷弹筒200余个、各种弹药50多万发、汽车40多辆。即泰蒙战役。新编十五旅驻肥城增援未果。同时自4月20日起至27日止，在云蒙山麓东起界牌、西至观山100里的战线上，华野主力第8、第9纵队经7昼夜阻击战抗击10余万援军陆空猛烈进攻，杀伤4000人以上。
1947年重建整编第72师。1948年6月底至7月初参加豫东战役，固守睢县北的铁佛寺未被歼灭。
1949年1月9日下午，在淮海战役第三阶段作战中于陈官庄的胡庄，第七十二军及未完成组建的第一一六军在陈官庄包围圈的胡庄，第七十二军军长余锦源，副军长兼第一百一十六军军长谭心、第七十二军参谋长许亚殷及第34师、第233师两个师的师长、参谋长与代表解放军的纵队蔡副政委（实际是华野十纵第29师第87团政委宫愚公）谈判向解放军投降。宫愚公同意了余锦源提出的两个要求：1、对连长以下官兵由解放军处理，营以上官佐全部释放；2、新华社不刊发第72军投降消息的，免得他们回到国统区受害。在场的军师领导无人主动表态。副军长谭心猛地站起来，对着在场的人大声说： “再不和平，就大家都吃炮弹！不愿达成和平协议，卫士把他绑起来。”余锦源签字：“全军放下武器”。随后第七十二军进入解放军阵地，放下武器。团长以上军官参加了解放军的学习班，学习一段时间即被释放。释放证上注明是在战场参与起义。淮海战役中，第一一六军政工处少将处长李克、师长陈元良被俘。师长李芝阵亡。

### 1949年第三次组建
1949年1月21日郭汝瑰被委任为第72军军长。在上海北四川路一小学内成立军部，收容原第72军余部上千人，从已移驻上海的国防部第四厅和联勤总部要足一个军的装备钱粮。由师长赵德树率领经浙赣路、宜昌回到四川时，已经组建了第101、697、698等三个老兵团。1949年5月已达2个师，罗广文的第7编练司令部拨一个师。不久奉命缩编为2个师6个团，移驻内江、泸县、宜宾，兼任叙泸警备司令。隶属第8编练司令部。1949年10月隶属第22兵团。1949年12月9日，第22兵团司令官兼第72军军长郭汝瑰在宜宾起义，邀请中国人民解放军第十八军第52师第156团第三营进城控制城市制高点。12月10日，郭汝瑰发出《起义告官兵书》后，12月11日发出了起义通电。1950年1月30日，72军一部分从宜宾移驻富顺，军部设在富顺文庙，其所属的233师，师部设在富顺东街，697团移驻代寺乡整训待编。1950年3月中旬，中国人民解放军川南军区派牟海秀、陆荣中率干部、战士1000余人，组成军事代表团，进驻72军进行改造和组织整编。第29师副师长兼参谋长牟海秀任七十二军军代表兼副军长。其中派驻到72军697团的军事代表共计50余人。
- 军长郭汝瑰
- 副军长卿云灿、刘展绪
- 参谋长许亚殷
- 高级参谋徐孔嘉
- 政治部主任黄荫渠，副主任任逖䣭
- 军法处长冷肖焱
- 第233师长赵德树，副师长杜永鑫，师参谋长喻忠信
  - 第697团团长张玮/喻忠信，副团长王瑞兼二营长。1950年3月26日在富顺县代寺镇，少校团副马启驹，三营营长李治安率该团一营和三营哗变，包围攻击团部，打死了二营长王瑞，杀害27名军代表。团政委、军事代表徐正亚、副团长黎觉廷在团部抗击。即“3.26”惨案。随即逃隆昌。3月28日川南军区副参谋长冯家辰率18军48师142团、144团和第10军85团、86团前往清剿。18军48师142团、144团由师长王晓亲自指挥；第10军85团、86团由副军长、川南军区副司令范朝利带领。4月4日解放军集结了第48师2个营、第29师2个营，把已改名为“川南独立第1团”的叛军围困于龙贯山歼大部。4月中旬，第30师第88团第一营到富顺地区剿匪和防止起义投诚部队生变。5月24日第48师再次集结13个连，在第十五军一部的配合下，在合江古楼山围歼孙金生部。[5]
  - 第698团团长吴让
    - 第2营营长陈超：把该部7个连拉到小凉山，胡宗南任命其为“川滇康边区第一游击纵队司令”，不到两个月时间，就发展到22个支队，号称拥有14000人枪

  - 第699团团长廖觉雄
  - 第699团
    - 第2营营长陈云鹏率手下400余名官兵1950年1月26日逃至盐津县，成立“川南指挥部”自任司令。不久，陈超又加委陈云鹏为“新72军第355师师长”。
- 第34师师长刘展绪兼/柏恒(233师副师长升任)/许亚殷（军参谋长兼副师长调任）
  - 第100团团长许汉洲/文涛。许汉洲在川东师管区拉到一团人组建。
  - 第101团
- 第22兵团教导师师长萧烈（叙泸警备司令部参谋长兼）招募新兵
- 第七编练司令部教导旅旅长曾猛收集第七编练司令部人员
- 干部学校教育长张继寅
- 第104师师长傅秉勋，驻新津飞机场。
- 警卫团团长夏念民
  - 副团长兼第1营营长欧阳大光，1950年2月15日押送30船白糖去泸州途中发难，到南溪、长宁、江安三县自封“川滇黔第三纵队司令”，号称5000人枪。

1950年6月，大部分士兵补入中国人民解放军第十军，一部分补入中国人民解放军第十八军。